# Тхиан Хок Кенг
Тхиан Хок Кенг (кит. трад. 天福宫, пиньинь Thian-hok-kiong, буквально: «Храм божественного блаженства», англ. Thian Hock Keng) — старейший и важнейший фуцзяньский, или хоккиенский, храмовый комплекс в Сингапуре. Главный храм посвящён богине Мацзу, даосской покровительнице мореходов в поздней китайской мифологии, в то же время второй храм позади первого — буддистский, посвящён Гуаньини, бодхисаттве, покровительнице женской половины дома и спасающей людей от всевозможных бедствий.
Тхиан Хок Кенг был включён в число памятников национального значения 6 июля 1973 года.

## История
Первоначально, до создания искусственных земель, храм располагался у самого морского берега и представлял собой деревянную постройку без единого гвоздя. Он был воздвигнут прибывавшими сюда китайскими моряками. В 1841 году было решено перестроить храм, для этого в Сингапур были привезены строительные материалы с различных концов света: из Китая, из Шотландии — ворота, из Нидерландов — плитка для отделки фасада. Храм строился на пожертвования частных лиц, среди которых был и Тань Ток Сен (1798—1850), лидер местных хоккенов. В 2000 году храм был отреставрирован.

## Архитектура

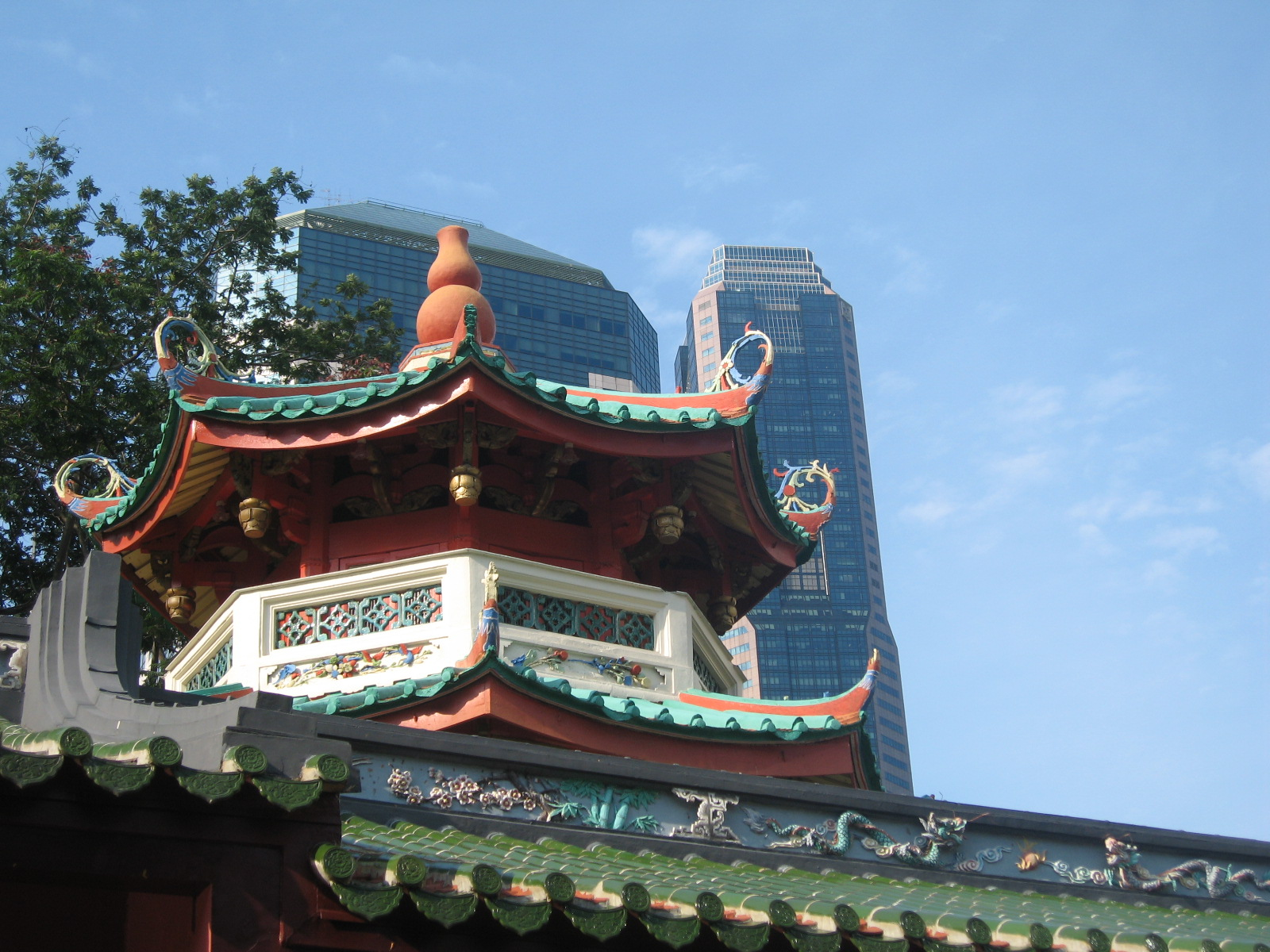
Пагода Тхиан Хок Кенга

Тхиан Хок Кенг возведён в архитектурном стиле южного Китая, у величественного входа в Тхиан Хок Кенг расположена высокая ступа. Со стороны въездных ворот находятся изразцы с изображением павлинов, роз и традиционной буддистской свастикой в зелёном и коричневом цветах.
Главные ворота храма «охраняют» тигры, львы и дверные боги, традиционные стражи любого даосского храма. За воротами комплекса располагаются два внутренних двора. В пагоде, располагающейся в малом дворе, находится пагода, в которой в 1849 году была основана первая китайская школа в Сингапуре.